# Craterestra terranea
Craterestra terranea är en fjärilsart som beskrevs av Butler 1882. Craterestra terranea ingår i släktet Craterestra och familjen nattflyn. Inga underarter finns listade i Catalogue of Life.